# Cipius Am(…)
Cipius Am[…] war ein antiker römischer Toreut (Metallbildner) aus Kampanien, sehr wahrscheinlich aus Capua.
Cipius ist heute nur noch aufgrund eines fragmentierten Signaturstempels bekannt. Weitere Informationen aus literarischen oder epigraphischen Quellen liegen nicht vor. Dennoch kann man davon ausgehen, dass er zur Gens der Cipier gehörte, die vor allem in Capua, aber zum Teil auch in Rom und Ostia lebte und mindestens in Capua und dessen Umland eine Reihe bedeutender toreutischer Unternehmen betrieb. Bekanntester und bedeutendster Vertreter der Familie war Publius Cipius Polybius. Es sind noch weitere fragmentierte Signaturstempel eines Mitgliedes der Gens der Cipier mit einem A am Beginn des Cognomen bekannt, doch sind hier noch weitere Buchstaben erhalten, die nur andere Namensrekonstruktionen zulassen und damit eine oder mehrere andere Personen sein müssen. Indes könnten Stücke mit nur der Signatur Cipius unter Umständen zum Œuvre des Cipius Am[…] gehören.
Die Bronzekasserolle mit der Signatur wurde in Pompeji oder Herculaneum und damit in der relativen Nähe zum wahrscheinlichen Produktionsort Capua gefunden und befindet sich heute im Archäologischen Nationalmuseum Neapel.

## Einzelbelege
1. ↑  Richard Petrovszky: Studien zu römischen Bronzegefäßen mit Meisterstempeln. Leidorf, Buch am Erlbach 1993, S. 220, Nr. C.15.

| Personendaten    | Personendaten                              |
| ---------------- | ------------------------------------------ |
| NAME             | Cipius Am[…]                               |
| ALTERNATIVNAMEN  | Am(…), Cipius                              |
| KURZBESCHREIBUNG | antiker römischer Toreut                   |
| GEBURTSDATUM     | 1. Jahrhundert v. Chr. oder 1. Jahrhundert |
| STERBEDATUM      | 1. Jahrhundert oder 2. Jahrhundert         |